# John Henry Newman
John Henry Newman (London, 21. veljače 1801. – Birmingham, 11. kolovoza 1890.), engleski kardinal, svetac, istaknuta osoba u religijskoj povijesti Engleske 19. stoljeća.

## Životopis
U početku je bio anglikanski svećenik i član evanđeoske akademske zajednice u Oxfordu. Newman je bio čelnik Oxfordskoga pokreta, koji se zalagao za povratak mnogih katoličkih vjerovanja u Anglikansku crkvu i povratak tradicionalnih načina štovanja iz srednjeg vijeka. Budući, da nije uspio u tome, napustio je Anglikansku crkvu 1845. godine i pristupio Katoličkoj crkvi.
Papa Lav XIII. dodijelio mu je naslov kardinala 1870. Odigrao je značajnu ulogu u osnivanju Katoličkog sveučilišta Irske, iz kojeg se razvilo današnje Sveučilište u Dublinu, najveće irsko sveučilište. Papa Benedikt XVI. proglasio ga je blaženim 19. rujna 2010. tijekom posjeta Velikoj Britaniji. Svetim ga je proglasio papa Franjo, 13. listopada 2019.
J. H. Newman bio i književnik, napisao je brojna književna djela uključujući popularne himne, autobiografiju i pjesmu "Sv. Gerontius" (1865.), koja je inspirirala Edwarda Elgara 1900., da napiše oratorij.